# Тёрнберг, Мартин
Мартин Тёрнберг (швед. Martin Thörnberg; 6 августа 1983, Йёнчёпинг, Швеция) — шведский хоккеист, крайний нападающий. Воспитанник клуба ХВ71. В настоящее время является игроком шведского «ХВ71», выступающего в SHL. Чемпион мира 2013 в составе сборной Швеции.

## Карьера
Мартин Тёрнберг начал свою профессиональную карьеру в 2002 году в составе родного ХВ71, выступая до этого за молодёжный состав клуба. В клубе из Йёнчёпинга Мартин непрерывно выступал до 2011 года за исключением второй половины сезона 2004/05, когда он был отдан в аренду в клуб «Оскарсхамн». За это время Тёрнберг трижды становился чемпионом Швеции, закрепившись в роли одного из лучших бомбардиров не только клуба, но и всей лиги, набрав 268 (156+112) очков в 496 проведённых матчах.
9 апреля 2011 года Мартин подписал контракт на 2 года с нижегородским «Торпедо». В составе «Торпедо» стал в сезоне 2012/13 лучшим снайпером и бомбардиром.
В начале мая 2013 года перешёл в пражский «Лев».

### Международная
В составе сборной Швеции Мартин Тёрнберг принимал участие в чемпионатах мира 2007, 2009 и 2011 годов, на которых он сумел завоевать серебряные и бронзовые награды. На его счету 11 (4+7) очков в 25 матчах за сборную на мировых первенствах. Также Мартин регулярно призывается под знамёна сборной для участия в матчах Еврохоккейтура.

## Достижения
- Чемпион мира 2013.
- Серебряный призёр чемпионата мира 2011.
- Бронзовый призёр чемпионата мира 2009.
- Чемпион Швеции (3): 2004, 2008, 2010.
- Серебряный призёр чемпионата Швеции 2009.
- Лучший бомбардир и снайпер плей-офф чемпионата Швеции 2009.

## Статистика
| Легенда | Легенда                    | Легенда | Легенда                   | Легенда | Легенда    |
| ------- | -------------------------- | ------- | ------------------------- | ------- | ---------- |
| И       | Количество проведённых игр | Штр     | Штрафное время            | +/−     | Плюс-минус |
| Г       | Голы                       | П       | Голевые передачи          | О       | Очки       |
| -       | Статистика неизвестна      | —       | Статистика не учитывалась |         |            |

### Клубная карьера
- a В этом сезоне в «Плей-офф» учитывается статистика игрока в Кубке Надежды.